# Puisseguin
Puisseguin é uma comuna francesa na região administrativa da Nova Aquitânia, no departamento da Gironda. Estende-se por uma área de 17,3 km². Em 2010 a comuna tinha 861 habitantes (densidade: 49,8 hab./km²).